# Villiers (Vienne)
Villiers is een gemeente in het Franse departement Vienne (regio Nouvelle-Aquitaine) en telt 780 inwoners (2005). De plaats maakt deel uit van het arrondissement Poitiers.

## Geografie
De oppervlakte van Villiers bedraagt 10,9 km², de bevolkingsdichtheid is 71,6 inwoners per km².
De onderstaande kaart toont de ligging van Villiers (Vienne) met de belangrijkste infrastructuur en aangrenzende gemeenten.

## Demografie
Onderstaande figuur toont het verloop van het inwonertal (bron: INSEE-tellingen).